# Bror Mellberg
Pour les articles homonymes, voir Mellberg.
Bror Mellberg est un footballeur international suédois né le 9 décembre 1923 à Ambjörby (Suède) et mort le 8 septembre 2004.

## Biographie
Cet attaquant international suédois réalise sa carrière en Suède, en Italie et surtout en France. 
Il est vice-champion du Monde en 1958, lors du mondial qui se déroule dans son pays, et il termine 
troisième de la Coupe du monde 1950 avec la sélection suédoise.

## Carrière de Joueur
- 1947-1948 : Karlstads BIK  Suède
- 1948-1950 : AIK, Stockholm  Suède
- 1950-1952 : Genoa CFC  Italie
- 1952-1953 : Toulouse FC  France
- 1953-1956 : Red Star  France
- 1956-1957 : FC Sochaux  France
- 1957-1961 : AIK, Stockholm  Suède

## Palmarès
- International suédois de 1949 à 1958 (6 sélections et 2 buts marqués)
- Vice-champion du Monde en 1958 avec la  Suède
- 3e de la Coupe du monde en 1950 avec la  Suède
- Meilleur buteur du Championnat de France D2 en 1953 (27 buts) avec le Toulouse FC

## Source
- Marc Barreaud, Dictionnaire des footballeurs étrangers du championnat professionnel français (1932-1997), L'Harmattan, 1997, cf. notice du joueur page 231.